# Tatjana van den Broek
Tatjana van den Broek (Venlo, 20 februari 1989) is een voormalig Nederlandse handbalster, die voor het laatst uitkwam in de Duitse 2. Bundesliga voor TuS Lintfort. Na het seizoen 2018/2019 beëindigde ze haar carrière. 

## Privé
In augustus 2018 is Van den Broek bevallen van dochter Lola.